# Hot Wheels: Velocity X
Hot Wheels: Velocity X (también conocido como Hot Wheels Velocity X: Maximum Justice para PlayStation 2) es un videojuego de combate en vehículos de 2002 desarrollado por Beyond Games y publicado por THQ. Hay versiones para GameCube, PlayStation 2, Microsoft Windows y Game Boy Advance. El juego está basado en automóviles de juguete Hot Wheels.

## Trama
La historia comienza cuando el negocio de automóviles Hot Wheels, propiedad del Dr. Peter Justice, es asaltado y bombardeado; Los artículos más importantes que fueron robados fueron algunos discos de computadora sobre la fórmula Velocity X (una fórmula para un supercombustible de carreras que permite a los autos viajar al doble de su velocidad normal) y un prototipo de auto Hot Wheels (que funciona con uranio y puede volverse invisible durante breves periodos de tiempo). El hijo de 17 años de Peter, Maxwell "Max" Justice (con la voz de David Kaufman), insiste en el robot de su padre, "Gearhead", que debería intentar localizar a quien robó los coches e intenta recuperarlos todos (en la versión GBA, sin embargo, el robot "Gearhead" es el personaje jugable). En su búsqueda se enfrenta a varios "villanos", como Conrad "Nitro" Byrne, Billy Bob "Backroads" Belcher, Fast Lane Friscatti, Simon "Slick" Deluca y Rupert Jacoby, todos los cuales trabajan para el principal antagonista de la serie del juego, Otto Von Diesel (ex asociado del Dr. Peter Justice en el equipo de ingeniería de Hot Wheels), quien está tratando de obtener tanto el prototipo del auto como Velocity X para poder retroceder en el tiempo y destruir a la familia Justice y así evitar que todos y cada uno de ellos Coches Hot Wheels de siempre.

## Jugabilidad
En el modo Aventura principal, el jugador debe superar las 14 misiones y completar las tareas de cada una. Estas tareas varían desde destruir algunos vehículos, recolectar artículos, competir/luchar contra un jefe y más. Las misiones del juego se desarrollan en 5 ubicaciones diferentes, con tres misiones en cada mundo, excepto el mundo final, que solo tiene 2 misiones.
En la versión GBA, el modo historia consiste simplemente en carreras combinadas con tareas asignadas por el profesor, como destruir otros vehículos y recolectar elementos. Al final de cada uno, se corre contra un jefe.
En el modo Desafío, el jugador debe completar los 18 desafíos. Cada desafío viene con varias tareas, como lograr "x" puntos de acrobacias, recolectar "x" engranajes o llegar a la meta antes de que el reloj llegue a las 00:00. A lo largo del camino, se desbloquean nuevos vehículos, así como nuevos mapas de carrera/batalla y armas. En la versión GBA los desafíos son Batalla, donde el jugador destruye a sus oponentes; y Tag, donde el jugador embiste a sus oponentes.
El juego también tiene un modo Drag Race, un modo Battle y un modo Joyride. Los modos Drag Race y Battle son tanto para un jugador como para multijugador (excepto en la versión para PC del juego). El Joyride, en esencia, es un juego libre. El jugador también puede desbloquear autos en Joyride recolectando los diez engranajes o encontrando la llave oculta en cada mapa. Estos modos están ausentes en la versión GBA.
El jugador comienza con seis vehículos y tres en la versión GBA. El juego cuenta con 27 vehículos adicionales que se pueden desbloquear al completar con éxito varios desafíos y misiones. Cada coche está clasificado según su velocidad, agarre, acrobacias y blindaje.

## Recepción
Hot Wheels: Velocity X recibió críticas "mixtas" en todas las plataformas según el agregador de reseñas Metacritic.